# Polaritzador

Un esquema d'un polarímetre on hi ha representats el polaritzador (P) i l'analitzador (A). La llum viatja d'esquerra a dreta.

Un polaritzador o un filtre polaritzador és un component dels polarímetres que produeix llum polaritzada i l'envia a l'analitzador a través d'un líquid òpticament actiu o d'una dissolució d'una substància òpticament activa. Hi ha diferents dispositius polaritzadors com ara el prisma de Nicol o turmalina i filtres polaritzadors com la pel·lícula polaroide, etc.

## Principi de funcionament

Polarització electromagnètica per absorció selectiva.

La llum és una radiació electromagnètica transversal, és a dir, l'oscil·lació del camp electromagnètic és perpendicular a la seva propagació. En general, fonts lluminoses convencionals, com el Sol, emeten llum amb camps elèctrics en qualsevol direcció a la direcció de propagació (però sempre perpendicular a aquesta). Però per diferents mecanismes físics es pot filtrar una sola direcció d'oscil·lació, i llavors en aquest estat la llum passa a està polaritzada.
Llavors, la llum polaritzada és aquella que té una determinada direcció d'oscil·lació. Hi ha tres tipus de llum polaritzada: lineal, circular i el·líptica. Podem imaginar que el filtre polaritzador és com una reixeta que permet únicament el pas de la llum que oscil·la en el pla paral·lel al vector normal a la superfície de la reixa. La llum transmesa a l'altre costat del polaritzador es considera llum polaritzada. En realitat el filtre polaritzador comercial consisteix en una cadena de polímers estirada al màxim, de manera que les molècules actuen com una reixeta que absorbeix fortament un component polaritzat de llum i és molt transparent a l'altra component, com descriu la Llei de Malus.

## Polaritzadors lineals
Els polaritzadors lineals poden dividir-se en dues categories generals: els polaritzadors d'absorció, en què els estats de polarització no desitjats són absorbits pel dispositiu, i els polaritzadors de divisió del feix , en què el feix no polaritzat es divideix en dos feixos amb estats de polarització oposats. Els polaritzadors que mantenen els mateixos eixos de polarització amb diferents angles d'incidència solen anomenar-se polaritzadors cartesians, ja que els vectors de polarització poden descriure's amb un simple coordenades cartesianes (per exemple, horitzontal vs vertical) independentment de l'orientació de la superfície del polaritzador. Quan els dos estats de polarització són relatius a la direcció d'una superfície (normalment es troben amb la reflexió de Fresnel), se solen anomenar 's' i 'p'. Aquesta distinció entre la polarització cartesiana i la polarització s - p pot ser insignificant en molts casos, però arriba a ser significativa per aconseguir un alt contrast i amb àmplies dispersions angulars de la llum incident.

### Polaritzadors absorbents
Certs cristalls, a causa dels efectes descrits per l'òptica de vidres, presenten dicroisme, absorció preferent de la llum que es polaritza en determinades direccions. Per tant, es poden utilitzar com a polaritzadors lineals. El vidre més conegut d'aquest tipus és la turmalina. No obstant això, aquest vidre rares vegades s'utilitza com a polaritzador, ja que l'efecte dicroic depèn sobre manera de la longitud d'ona i el vidre apareix pintat. L'herapatita també és dicroica, i no està fortament acolorida, però és difícil de cultivar en vidres grans.
Un filtre polaritzador Polaroid funciona de forma similar a escala atòmica al polaritzador de reixeta. Originalment estava fet de vidres microscòpics d'herapatita. La seva forma actual de full H està feta de plàstic alcohol polivinílic (PVA) amb un dopatge de iode. L'estirament de la làmina durant la fabricació fa que les cadenes de PVA s'alineïn en una adreça determinada. Els electrons de valència del dopant de iode són capaços de moure's linealment al llarg de les cadenes de polímer, però no transversalment a elles. Per tant, la llum incident polaritzada en paral·lel a les cadenes és absorbida per la làmina; la llum polaritzada en perpendicular a les cadenes és transmesa. La durabilitat i practicitat del Polaroid fa que sigui el tipus de polaritzador més utilitzat, per exemple per ulleres de sol, filtre fotogràfic i pantalla de cristall líquid. També és molt més barat que altres tipus de polaritzadors.
Un tipus modern de polaritzador absorbent està fet de nanopartícules de plata allargades incrustades en fines plaques de vidre (≤0,5 mm). Aquests polaritzadors són més duradors i poden polaritzar la llum molt millor que la pel·lícula Polaroid de plàstic, aconseguint ràtios de polarització tan altes com 100.000:1 i una absorció de la llum correctament polaritzada tan baixa com l'1,5%. Aquest tipus de polaritzadors de vidre funcionen millor per a la llum infraroja de longitud d'ona curta, i s'utilitzen àmpliament en comunicacions per fibra òptica.

### Polaritzadors divisors de feix
Els polaritzadors divisors de feix divideixen el feix incident en dos feixos de diferent polarització lineal. Per a un divisor de feix polaritzat ideal, aquests estarien totalment polaritzats, amb polaritzacions ortogonals. No obstant això, a molts polaritzadors divisors de feix comuns, només un dels dos feixos de sortida està totalment polaritzat. L'altre conté una barreja d'estats de polarització.
A diferència dels polaritzadors absorbents, els polaritzadors divisors de feix no necessiten absorbir i dissipar l'energia de l'estat de polarització rebutjat, per la qual cosa són més adequats per al seu ús amb feixos d'alta intensitat, com la llum làser. Els divisors de feix de polarització real també són útils quan els dos components de polarització han de ser analitzats o utilitzats simultàniament.

#### Polarització per reflexió de Fresnel

Una pila de plaques a angle de Brewster respecte a un raig reflecteix una fracció de la llum polaritzada s a cada superfície, deixant un raig polaritzat p. La polarització completa a l'angle de Brewster requereix moltes més plaques que les mostrades. Les fletxes indiquen la direcció del camp elèctric, no del camp magnètic, que és perpendicular al camp elèctric.

Quan la llum es reflecteix (per reflexió de Fresnel) en un angle des d'una interfície entre dos materials transparents, la reflectivitat és diferent per a la llum polaritzada al pla d'incidència i la llum polaritzada perpendicularment a ell. La llum polaritzada al pla es diu que és polaritzada p, mentre que la polaritzada perpendicularment és polaritzada s. En un angle especial conegut com a angle de Brewster, cap llum polaritzada p es reflecteix des de la superfície, per la qual cosa tota la llum reflectida ha de ser polaritzada s, amb un camp elèctric perpendicular al plànol d'incidència.
Es pot fabricar un polaritzador lineal simple inclinant una pila de plaques de vidre a l'angle de Brewster respecte al raig. Una part de la llum polaritzada a s es reflecteix a cada superfície de cada placa. Per a una pila de plaques, cada reflexió esgota el feix incident de llum polaritzada 's', deixant una major fracció de llum polaritzada p al feix transmès a cada etapa. Per a la llum visible en aire i un vidre típic, l'angle de Brewster és uns 57°, i aproximadament el 16% de la llum polaritzada s de l'anvers és reflectida en cada transició aire-vidre o vidre-aire. Cal moltes plaques per aconseguir encara una polarització mediocre del feix transmès utilitzant aquest mètode. Per a una pila de 10 plaques (20 reflexions), un 3% (= (1 − 0.16)20) de la llum polaritzada s és transmesa. El feix reflectit, si bé plenament polaritzat, es dissemina i pot no ser gaire útil.
Es pot obtenir un feix polaritzat més útil inclinant la pila de plaques en un angle més pronunciat respecte del feix incident. Contràriament a la intuïció, l'ús d'angles incidents més grans que l'angle de Brewster produeix un grau més alt de polarització del feix "transmès", a costa d'una transmissió global reduïda. Per a angles d'incidència superiors a 80°, la polarització de l'anvers transmès es pot acostar al 100% amb només quatre plaques, encara que la intensitat transmesa és molt baixa en aquest cas. Si s'hi afegeixen més plaques i es redueix l'angle s'obté un millor compromís entre transmissió i el grau de polarització que s'aconsegueix.
Com que els seus vectors de polarització depenen de l'angle d'incidència, els polaritzadors basats en la reflexió de Fresnel tendeixen intrínsecament a produir una polarització s - p en lloc d'una polarització cartesiana, cosa que en limita l'ús en algunes aplicacions.

#### Polaritzadors birefringents
Altres polaritzadors lineals exploten les propietats de birefringència birefringent de vidres com el quars i la calcita. En aquests vidres, un feix de llum no polaritzada que incideix en la seva superfície es divideix per refracció en dos raigs. La llei de Snell és vàlida per a ambdós raigs, l′“ordinari” o “o”, i l′”extraordinari” o “e”, i cadascun té un índex de refracció diferent (el que s'anomena doble refracció). En general, els dos raigs estaran a diferents estats de polarització, encara que no en estats de polarització lineal, excepte per a certes direccions de propagació relatives a l'eix del vidre.

Un prisma de Nicol.

Un prisma de Nicol va ser un primer tipus de polaritzador birefringent, que consisteix en un cristall de calcita que ha estat dividit i unit de nou amb bàlsam del Canadà. El vidre està tallat de manera que els raigs o i e estan en estats de polarització lineal ortogonals. La reflexió total interna del raig "o" es produeix a la interfície del bàlsam, ja que l'índex de refracció de la calcita és més gran que el del bàlsam, i el raig es desvia cap al costat del vidre. El raig e, que veu un índex de refracció menor a la calcita, es transmet a través de la interfície sense desviar-se. Els prismes de Nicol produeixen una llum polaritzada de gran puresa, i van ser molt utilitzats en microscòpia, encara que en l'ús modern han estat substituïts majoritàriament per alternatives com el prisma de Glan-Thompson, el prisma de Glan-Foucault i el prisma de Glan-Taylor. Aquests prismes no són veritables divisors de feix polaritzants, ja que només el feix transmès està totalment polaritzat.

Un prisma de Wollaston.

Un prisma de Wollaston és un altre polaritzador birefringent que consisteix en dos prismes triangulars de calcita amb eixos cristal·lins ortogonals que estan cimentats. A la interfície interna, un raig no polaritzat es divideix en dos raigs polaritzats linealment que surten del prisma amb un angle de divergència de 15°-45°. Els prismes Rochon i Sénarmont són similars, però utilitzen diferents orientacions dels eixos òptics en els dos prismes. El prisma de Sénarmont està espaiat per l'aire, a diferència dels prismes de Wollaston i Rochon. Aquests prismes realment divideixen el feix en dos feixos totalment polaritzats amb polaritzacions perpendiculars. El prisma Nomarski és una variant del prisma de Wollaston, que s'utilitza àmpliament en la microscòpia de contrast d'interferència diferencial.

#### Polaritzadors de pel·lícula prima
Els polaritzadors lineals de pel·lícula prima (també coneguts com a TFPN) són substrats de vidre sobre els quals s'aplica un revestiment òptic especial. Les reflexions de l'angle de Brewster o els efectes d'interferència a la pel·lícula fan que actuïn com a polaritzadors de divisió del feix. El substrat de la pel·lícula pot ser una placa, que s'insereix a l'anvers en un angle determinat, o una falca de vidre que es cimenta a una segona falca per formar un cub amb la pel·lícula tallant en diagonal a través del centre (una forma d'això és el molt comú cub de MacNeille).
Els polaritzadors de pel·lícula prima generalment no funcionen tan bé com els polaritzadors de tipus Glan, però són barats i proporcionen dos feixos que estan gairebé igualment ben polaritzats. Els polaritzadors de tipus cúbic solen funcionar millor que els polaritzadors de placa. Els primers es confonen fàcilment amb els polaritzadors birefringents de tipus Glan.

#### Polaritzadors de reixeta
Un dels polaritzadors lineals més senzills és el polaritzador de reixeta (WGP), que consisteix en molts fils metàl·lics fins i paral·lels col·locats en un pla. Els WGP reflecteixen sobretot la polarització no transmesa i, per tant, es poden utilitzar com a divisors de feix polaritzants. L'absorció paràsita és relativament alta en comparació amb la majoria dels polaritzadors dielèctrics, encara que molt menor que en els polaritzadors absorbents.
Les ones electromagnètiques que tenen un component del seu camp elèctric alineat en paral·lel als fils induiran el moviment d'electrons al llarg de la longitud dels fils. Atès que els electrons són lliures de moure's en aquesta direcció, el polaritzador es comporta de manera similar a la superfície d'un metall quan reflecteix la llum, i l'ona es reflecteix cap enrere al llarg del raig incident (menys una petita quantitat d'energia perduda per l'escalfament Joule del cable).
En el cas de les ones amb camps elèctrics perpendiculars als fils, els electrons no es poden moure molt lluny a l'amplada de cada fil. Per tant, es reflecteix poca energia i l'onada incident és capaç de travessar la reixeta. En aquest cas la reixeta es comporta com un material dielèctric.
En general, això fa que l'ona transmesa sigui de polarització lineal amb un camp elèctric completament perpendicular als fils. La hipòtesi que les ones "llisquen" pels buits entre els fils és incorrecta.
A efectes pràctics, la separació entre fils ha de ser menor que la longitud d'ona de la radiació incident. A més, l'amplada de cada fil ha de ser petita en comparació de la separació entre fils. Per tant, és relativament fàcil construir polaritzadors de reixeta de filferro per a la radiació de microones, d'infraroig llunyà i d'infraroig mitjà. En el cas de l'òptica de l'infraroig llunyà, el polaritzador es pot fer fins i tot com una malla lliure, completament sense òptica transmissiva. A més, les tècniques avançades de litografia també poden construir malles metàl·liques de pas molt estret (típicament 50-100 nm), cosa que permet la polarització de la llum visible o infraroja en un grau útil. Atès que el grau de polarització depèn poc de la longitud d'ona i de l'angle d'incidència, s'utilitzen per a aplicacions de banda ampla com la projecció.
Les solucions analítiques que utilitzen l'anàlisi rigorosa d'ones acoblades per als polaritzadors de reixeta han demostrat que per als components del camp elèctric perpendiculars als cables, el medi es comporta com un dielèctric, i per als components del camp elèctric paral·lels als cables, el medi es comporta com un metall (reflectant).

## Llei de Malus i altres propietats

Llei de Malus on θ _{1} − θ _{0} = θ _{i}.

Demostració de la llei de Malus. Cap llum pot passar a través d'un parell de filtres polaritzadors creuats, però quan s'insereix un tercer filtre entre ells amb el seu eix no paral·lel a cap dels dos, pot passar una mica de llum.

La llei de Malus (/məˈluːs/), que rep per Étienne-Louis Malus, diu que quan es col·loca un polaritzador perfecte en un feix de llum polaritzat, es dona la irradiància, I, de la llum que la travessa. per
{\displaystyle I=I_{0}\cos ^{2}\theta _{i},}
on I 0 és la intensitat inicial i θ i és l'angle entre la direcció de polarització inicial de la llum i l'eix del polaritzador.
Es pot pensar que un feix de llum no polaritzada conté una barreja uniforme de polaritzacions lineals en tots els angles possibles. Atès que el valor mitjà de {\displaystyle \cos ^{2}\theta } és 1/2, el coeficient de transmissió es converteix en
{\displaystyle {\frac {I}{I_{0}}}={\frac {1}{2}}.}
A la pràctica, es perd una mica de llum en el polaritzador i la transmissió real serà una mica inferior, al voltant del 38% per als polaritzadors de tipus Polaroid, però considerablement més alta (>49,9%) per a alguns tipus de prismes birrefringents.
Si es col·loquen dos polaritzadors un darrere l'altre (el segon polaritzador s'anomena generalment analitzador), l'angle mutu entre els seus eixos de polarització dona el valor de θ en la llei de Malus. Si els dos eixos són ortogonals, els polaritzadors es creuen i en teoria no es transmet llum, tot i que pràcticament parlant, cap polaritzador és perfecte i la transmissió no és exactament nul·la (per exemple, els fulls Polaroid creuats apareixen de color lleugerament blau a causa de la seva relació d'extinció). és millor en vermell). Si es col·loca un objecte transparent entre els polaritzadors creuats, qualsevol efecte de polarització present a la mostra (com ara la birrefringència) es mostrarà com un augment de la transmissió. Aquest efecte s'utilitza en polarimetria per mesurar l'activitat òptica d'una mostra.
Els polaritzadors reals tampoc són bloquejadors perfectes de la polarització ortogonal al seu eix de polarització; la proporció de la transmissió del component no desitjat al component desitjat s'anomena relació d'extinció, i varia des d'uns 1:500 per a Polaroid fins a uns 1:10 6 per als polaritzadors de prismes Glan–Taylor .
En raigs X la llei de Malus (forma relativista):
{\displaystyle I=I_{0}{\frac {f}{f}}_{0}\left[1+{\frac {\lambda (f_{0}-f)}{2c}}\right]\cos ^{2}\theta _{i}}
on {\displaystyle f_{0}} - freqüència de la radiació polaritzada que cau sobre el polaritzador, {\displaystyle f} - La freqüència de la radiació passa pel polaritzador, {\displaystyle \lambda } - Longitud d'ona Compton de l'electró, {\displaystyle c} - velocitat de la llum en el buit.

## Aplicacions

### En la fotografia

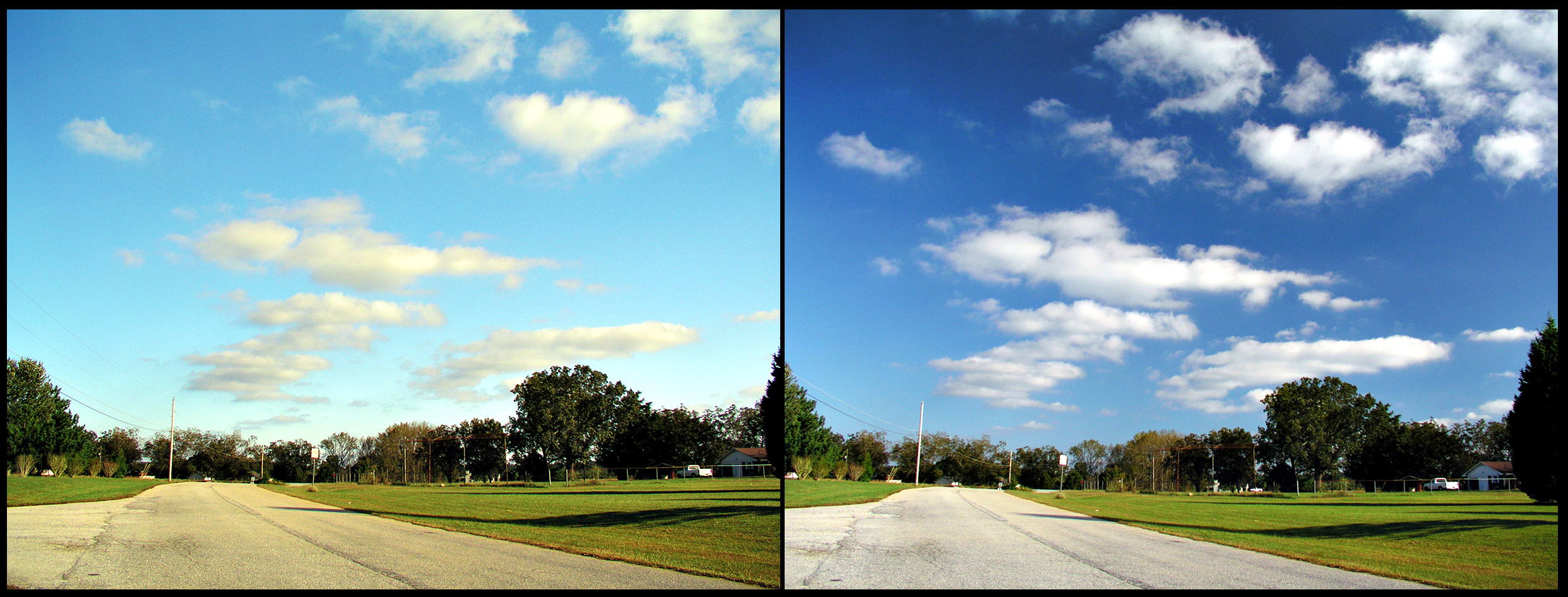
Efecte del filtre polaritzador a la fotografia de la dreta

Un filtre fotogràfic polaritzador és un filtre, compost per un cristall polaritzador, que girant-lo s'ajusta l'efecte desitjat.
Per la seva forma, en fotografia existeixen dos tipus de filtres polaritzadors: lineals i circulars. Els lineals van quedar obsolets pel fet que amb aquests l'enfocament automàtic (autofocus) de les càmeres no funciona. Per això van sorgir els polaritzadors circulars que sí que permeten l'enfocament automàtic de les càmeres modernes. Els lineals gairebé no s'utilitzen ja que en realitzar l'acció de autofocus el filtre gira solidàriament amb l'objectiu. Els circulars són el mateix filtre, però muntat en una muntura circular (d'aquí el seu nom) que permet reorientar quan sigui necessari.
Cal no confondre els filtres circulars polaritzadors amb els polaritzadors circulars, aquests últims permeten obtenir llum circular o el·lípticament circular. Tals polaritzadors es solen fabricar de cristalls com el quars, però són poc populars en fotografia.

#### Efectes
- Elimina reflexes indesitjats sobre superfícies no metàl·liques com l'aigua o el cristall, permetent la visualització del que es troba darrere d'elles. També és efectiu en superfícies com el plàstic i o la fusta. L'efecte de la polarització depèn de l'angle que mantingui l'objectiu respecte a la font de llum, i pot previsualizar-se accionant l'anell abans de disparar.
- Millora el color de l'herba i el fullatge, pel fet que es filtren els reflexes blavosos del cel.
- Amb un filtre polaritzat s'elimina una gran quantitat de llum d'un cel sense núvols, intensificant el blau del cel que pren un to més fosc. Els núvols blancs destaquen considerablement en el blau del cel. Aquest efecte cobra especial intensitat amb un angle de 90° respecte al sol, en altres angles l'efecte és menor o fins i tot nul.
- No és practic per fotografiar un arc de Sant Martí, ja que els seus colors desapareixen a través del filtre polaritzador.

| Sense filtre polaritzador | Amb filtre polaritzador |
| ------------------------- | ----------------------- |
|                           |                         |
|                           |                         |
|                           |                         |

### Altres aplicacions
- Els filtres polaritzadors s'empren en instruments científics com microscopis per ressaltar estructures.
- Es poden realitzar acolorits vitralls que canvien de color i to depenent de l'angle de la llum polaritzada
- En els polarímetres s'usen dos cristalls polaritzadors per a mesurar l'activitat òptica en substàncies orgàniques. El sacarímetre és un polarímetre per a mesurar concentracions de sucre.
- Les pantalles de cristall líquid (LCD) precisen d'un filtre polaritzador.
- En les ulleres 3D per a veure pel·lícules en 3 dimensions.

## Galeria

Animació d'un filtre polaritzador davant d'un monitor LCD
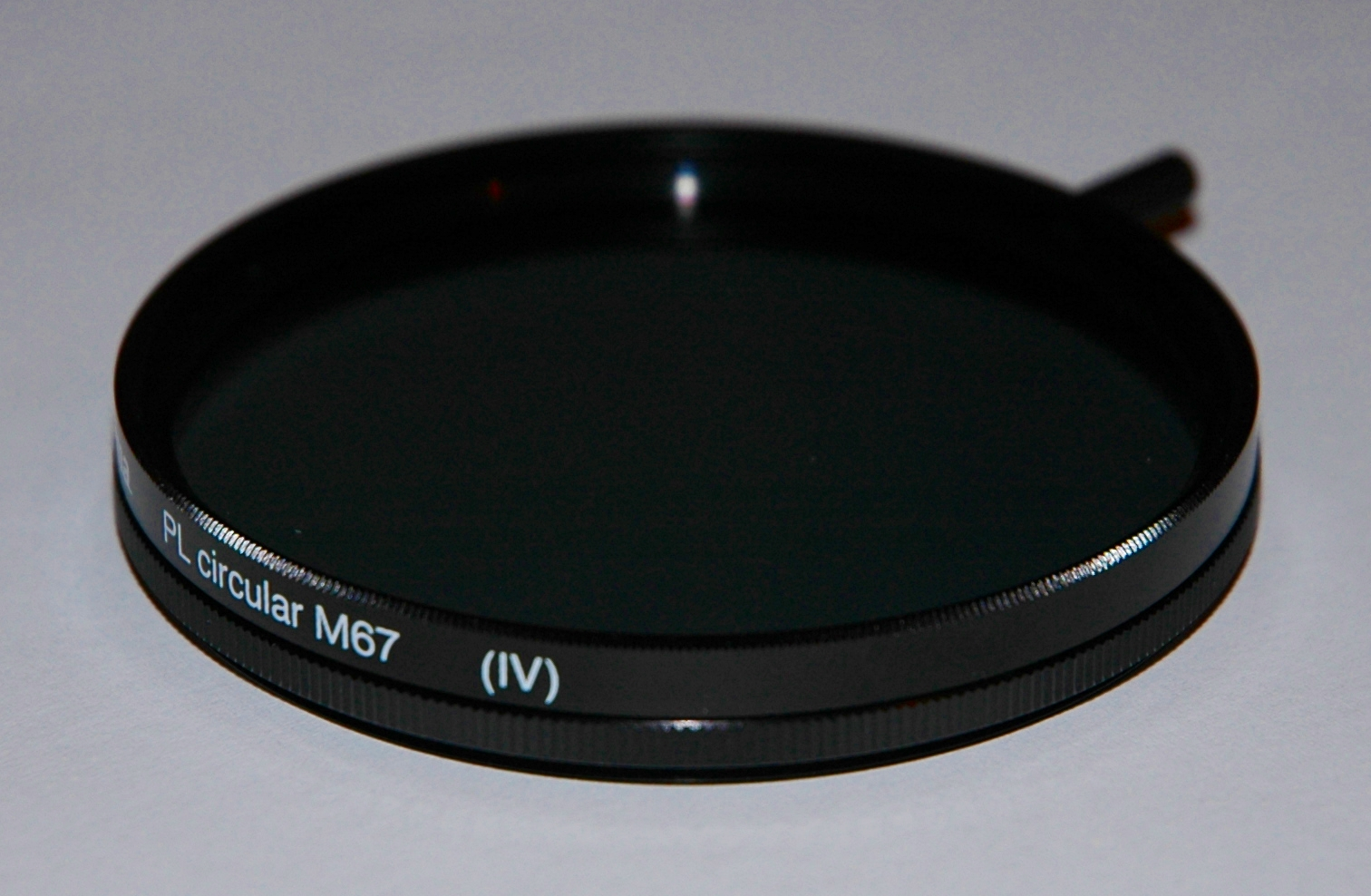
Filtre polaritzador per un objectiu d'una càmera fotogràfica